# Bebo

Bebo

Bebo是一家美國社交网站，創設於2005年。
Bebo是“Blog Early, Blog Often”的縮寫，用戶可以在個人資料頁發布博客、照片、音樂 ，影片和問卷調查。此外，用戶可添加朋友，並向他們發送消息，並更新他們的個人檔案，通知對自己的朋友。Bebo非常類似於其他社交網站，主要是Facebook。
2005年1月Michael Birch與其夫人Xochi Birch在其住所於舊金山創立Bebo。
2007年7月Bebo访客数量首次超過Myspace，成为英国最受欢迎的社交网站。2008年3月美國時代華納子公司AOL宣佈以8.5億收購Bebo。2010年4月又計劃出售或關閉此網站。
2013年7月，Michael Birch與其夫人Xochi Birch以100萬美元向AOL回购Bebo

## 外部連結
- Bebo官方網站